# Кампо дел Клот (Торино)
Кампо дел Клот је насеље у Италији у округу Торино, региону Пијемонт.
Према процени из 2011. у насељу је живело 1 становника. Насеље се налази на надморској висини од 1447 м.